# منطقه رشته‌کوه‌های آبی
پهنه رشته‌کوه‌های آبی در کوه‌های آبی نیو ساوت ولز، استرالیا و در ۱۸۰ کیلومتری سیدنی قرار دارد.این منطقه شامل ۱۰۳۰۰ کیلومتر مناظر جنگلی بر روی فلات‌های شنی واقع است. این منطقه شامل بیابان‌های وسیعی است که اندازه آنها در حدود یک سوم وسعت بلژیک یا دو برابر وسعت برونئی است.
این منطقه شامل سطوح طبقاتی ناهموار، صخره‌ای عمیق، دره‌های دست نیافتنی، رودها و دریاچه‌هایی است که زندگی در آنها جریان دارد. گیاهان و حیوانات خاصی که در این منطقه طبیعی زندگی میکنند، مربوط به یک داستان فوق العاده و قدیمی استرالیایی با موضوع تنوع در حیات هستند. این داستان تکامل تدریجی نوعی خاصی از پوشش گیاهی اکالیپتوس استرالیایی و گیاهان و حیوانات وابسته به این پوشش است.